# Chevrolet Veraneio
Chevrolet Veraneio – samochód osobowy typu SUV klasy pełnowymiarowej produkowany pod amerykańską marką Chevrolet w latach 1964–1994.

## Pierwsza generacja

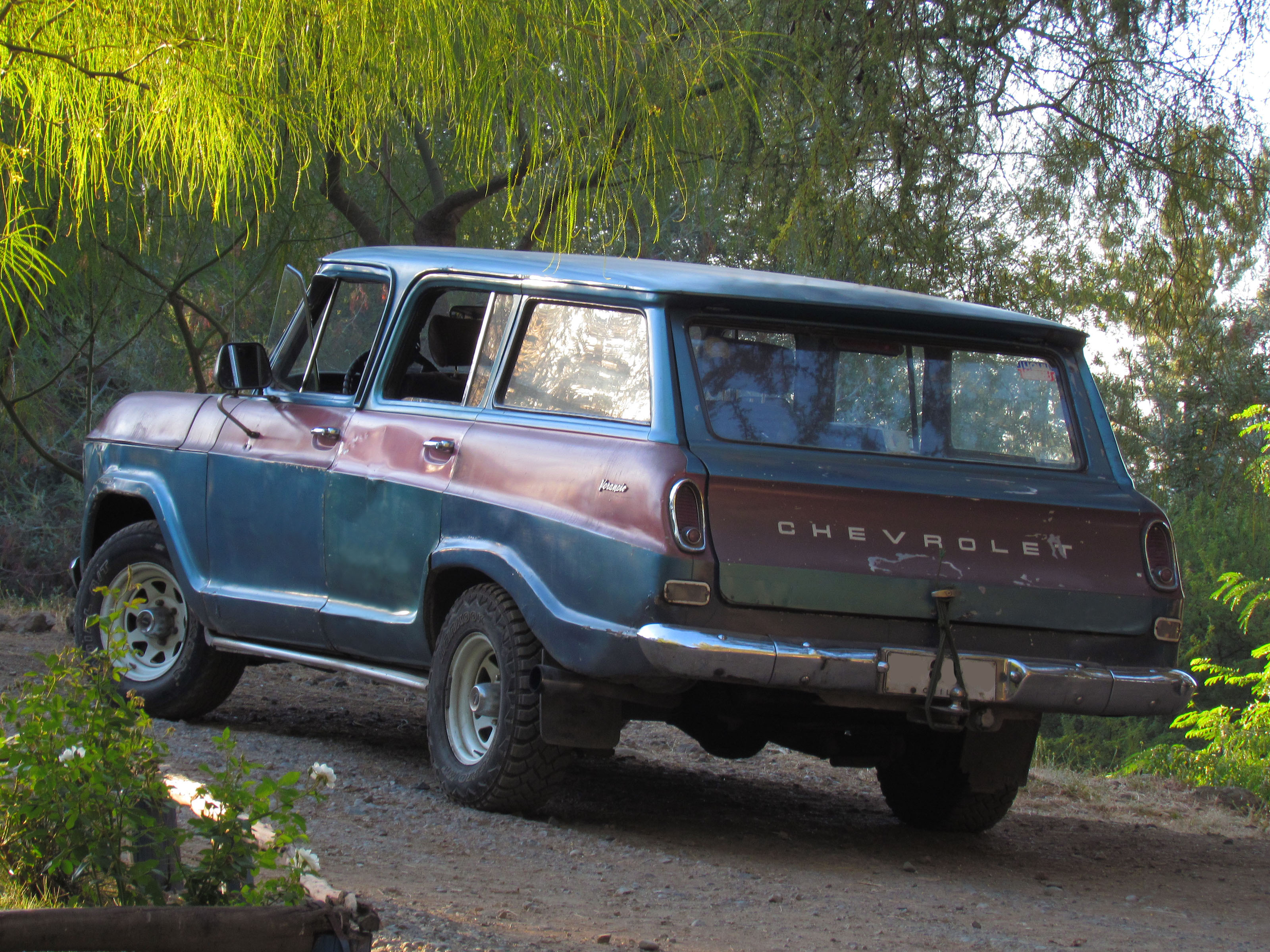
Chevrolet Veraneio I – tył

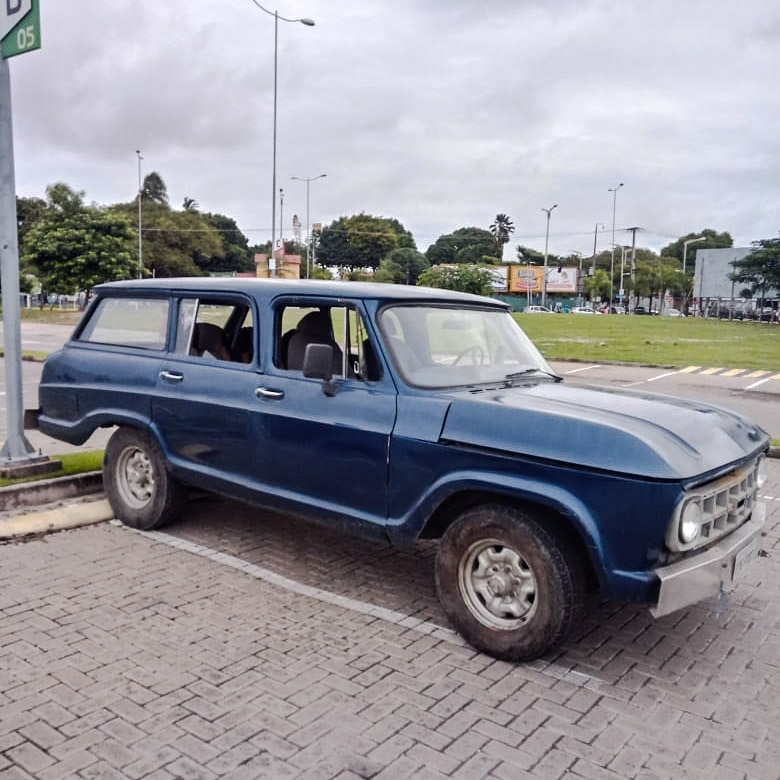
Chevrolet Veraneio I po liftingu

Chevrolet Veraneio I został zaprezentowany po raz pierwszy w 1964 roku.
Duży SUV Veraneio został opracowany na bazie oferowanego w Ameryce Północnej Chevroleta Suburbana jako model dla rynku brazylijskiego, powstając w lokalnych zakładach Chevroleta.
Pierwsza generacja największego modelu w południowoamerykańskiej ofercie Chevroleta pod kątem stylistycznym stanowiła rozwinięcie modelu Chevrolet Suburban. Szerokie, wysoko zawieszone nadwozie zdobił nisko osadzony pas przedni z okrągłymi, szeroko rozstawionymi reflektorami, a także wyraźnie zaznaczone przetłoczenia na karoserii i szpiczasty tył nadwozia.

### Restylizacje
Podczas 25 lat produkcji Chevroleta Veraneio, samochód był systematycznie modernizowany. Wraz ze zmianami w wyglądzie, samochód ewolucyjnie zyskiwał coraz mniej obłe akcenty na rzecz więcej kantów.

### Silniki
- V6 4.1l
- V6 4.2l

## Druga generacja

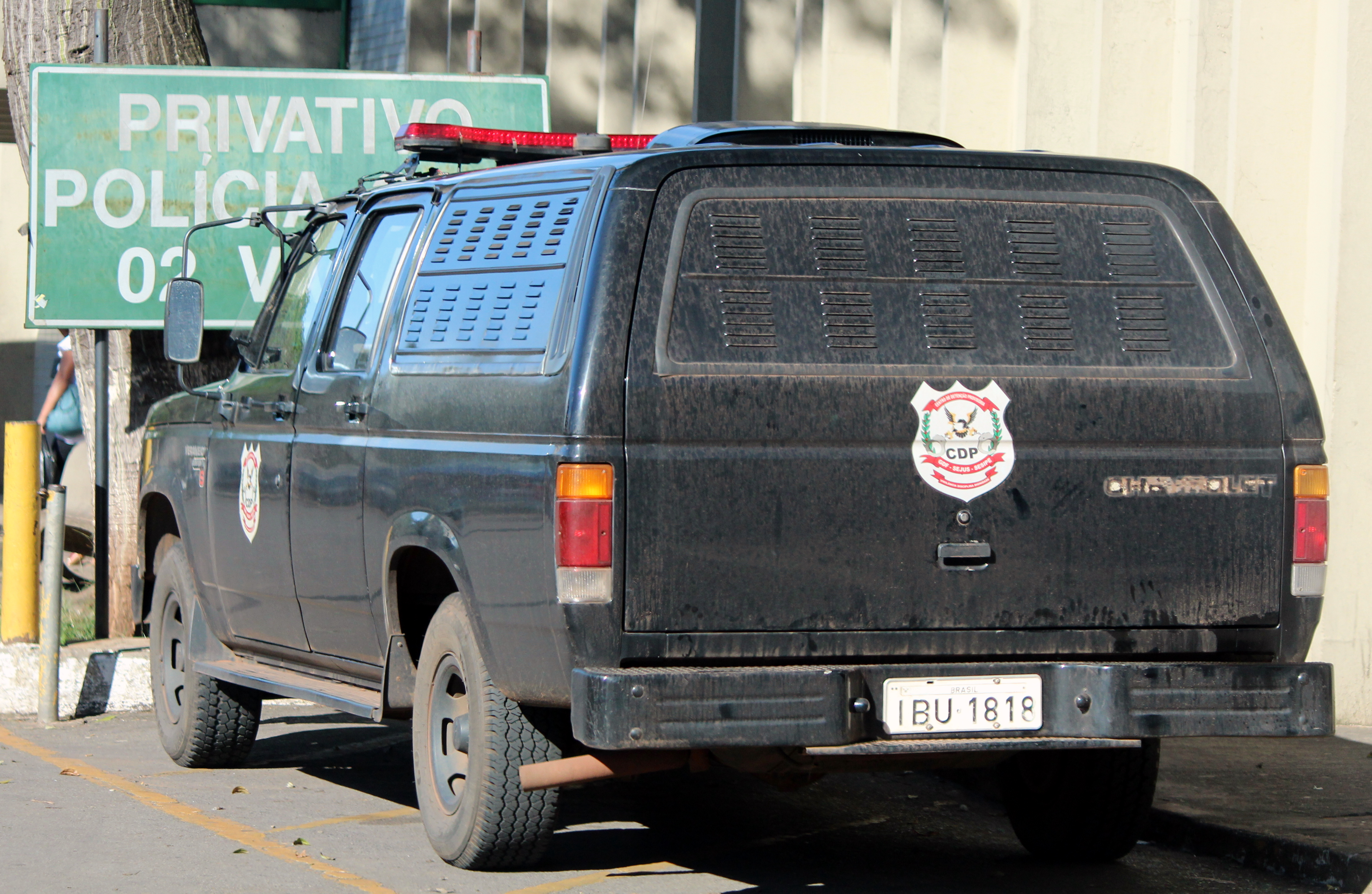
Chevrolet Veraneio – tył

Chevrolet Veraneio II został zaprezentowany po raz pierwszy w 1989 roku.
Po 25 latach produkcji poprzednika, brazylijski oddział Chevroleta przedstawił drugą generację opracowanego z myślą o lokalnym rynku Veraneio. Samochód przeszedł obszerną restylizację, zyskując masywne, kanciaste nadwozie z charakterystyczną, wydłużoną częścią bagażową nawiązującą znów do pokrewnego modelu Suburban. Kanciaste reflektory, a także wysoko poprowadzona linia okien były identyczne z pokrewnym pickupem o nazwie D-20.

### Bonanza
Na bazie drugiej generacji Chevroleta Veraneio zbudowano także krótszy, 3-drzwiowy wariant pod nazwą Chevrolet Bonanza. Samochód zyskał mniejszy rozstawe osi, z kolei wobec pokrewnego Chevroleta S-10 Blazera odróżniał się także zmodyfikowaną specyfikacją techniczną pozbawioną m.in. silników V8 czy automatycznej przekładni.

### Silniki
- V6 4.1l
- V6 4.2l